# ویکتور ویلیامز
ویکتور ویلیامز (انگلیسی: Victor Willems; ۱۹ فوریهٔ ۱۸۷۷ – ۱۹۱۸) شمشیرباز اهل بلژیک بود.
وی در مسابقات کشوری و بین‌المللی در مجموع برندهٔ ۱ مدال طلا، ۱ مدال برنز شده‌است.